# 周邵
周 邵（しゅう しょう、? - 黄龍2年（230年））は、中国三国時代の呉の武将。父は周泰。

## 生涯
黄武2年（223年）、騎都尉の官にあり、濡須口の戦いで魏の曹仁の侵出を防ぎ、戦功を挙げた。
黄武7年（228年）、石亭の戦いでの曹休撃破にも貢献し、裨将軍に昇進した。
黄龍2年（230年）に死去。弟の周承が兵士と侯の爵位を継いだ。